# Estennis
Estennis (en griego antiguo: Σθέννις) fue un escultor griego de la segunda mitad del siglo iv a. C., contemporáneo de Lisipo y Silanión.

## Biografía
Se sabe muy poco sobre su vida. En una de sus firmas, Estennis se refiere a sí mismo como «hijo de Heródoto de Atenas». Pausanias se refiere a él como «Estennis de Olinto»: Probablemente emigró a Atenas tras la destrucción de Olinto por Filipo II de Macedonia en 348 a. C. y obtuvo la ciudadanía ateniense. Plinio el Viejo sitúa su apogeo en la 113ª Olimpiada, es decir, en 328-325 a. C., al mismo tiempo que el de Lisipo y Silanión.
Tuvo dos hijos, Calíades  y Herodoro, también escultores.

## Obras
Firmó un retrato del filósofo Dion de Éfeso,  así como una estatua de Hadea, cuñada del rey Lisímaco de Tracia, descubierta en el Anfiareo de Oropo Colaboró con Leocares en un monumento a una familia ateniense en la Acrópolis. Plinio el Viejo vio de él en Roma a una Deméter, un Zeus y una Atenea, tal vez pertenecientes al mismo grupo, así como a mujeres llorando, rezando y sacrificando. Fue también el autor de dos estatuas de atletas vistas por Pausanias en Olimpia. Por último, se le atribuye un retrato del héroe Autólico, fundador de la ciudad de Sinope. No se conserva ninguna de sus obras.